# Яворка, Венделин Михайлович
Венделин Михайлович Яворка (Vendelín Javorka; 15 октября 1882, Ружомберок, Австро-Венгрия — 24 марта 1966, Жилина) — словацкий католический священник, иезуит, византийского обряда, доктор философии, участник Русского апостолата в Зарубежье, ректор Руссикума, узник ГУЛАГа.

## Биография
Родился 15 октября 1882 года в Чернова, ныне в черте города Ружомберок на территории Австро-Венгрии, ныне Словакия, 14 августа 1903 года вступил в новициат ордена иезуитов, в 1906—1909 обучался на философском факультете университета Коменского в Братиславе, в 1912—1915 в университете имени Леопольда и Франца в тирольском городе Инсбрук в Австрии, где защитил докторскую диссертацию. Рукоположен в сан священника 15 августа 1915 года.
С 1919 года назначен ректором Педагогического института в Трнава, на западе Словакии.
По рекомендации генерала ордена иезуитов Владимира Ледуховского прибыл в Рим, где преподавал в Папском восточном институте и в 1929 году стал первым ректором Руссикума.
В 1934 году прибыл в Харбин для работы с русскими эмигрантами в общине, сформировавшейся в Маньчжурии, где Католическая церковь создала Апостольский экзархат Харбина для русских.
В 1936 году переехал в Шанхай, где действовала Русская католическая миссия в Шанхае, служил в храме святителя Николая.
В 1939 году вернулся в Руссикум.
В 1941 году направлен для работы среди католиков славянского происхождения, проживающих на территории Румынии, служил в греко-католических приходах Буковины и был настоятелем иезуитской миссии и монастыря в Черновцах, арестован 13 июня 1945 года органами НКВД, постановлением Особого совещания коллегии НКВД от 12 декабря 1945 года, как «агент Ватикана, прибывший в СССР для ведения шпионской работы», приговорен по ст. 58-6 УК РСФСР к 10 годам лишения свободы в ГУЛАГе. Отправлен в Темниковский исправительно-трудовой лагерь в автономной республике Мордовия, в 1954 году переведен в «Минлаг» в поселке Инта, Коми АССР. Досрочно освобожден по болезни 9 января 1954 года, проживал в инвалидном доме в Воркуте, в марте 1955 года переведен в Потьму, Мордовская АССР, затем в Абезь. В 1956 году, благодаря ходатайству родного брата, гражданина Чехословакии, Яворке разрешено выехать на родину.
В 1989 году Генеральной прокуратурой СССР реабилитирован; следственное дело Яворки хранится в Центральном архиве Федеральной службы безопасности Российской Федерации (ЦА ФСБ РФ).